# Chirothrips
Chirothrips (лат.) — род трипсов из семейства Thripidae (Thysanoptera).

## Распространение
Род в основном голарктический, но с несколькими видами, эндемичными для афротропического региона. Однако достоверность некоторых видов, описанных в группе manicatus, была поставлена под сомнение (Minaei & Mound, 2010).

## Описание
Мелкие насекомые с четырьмя бахромчатыми крыльями. Самка макроптерная, самец микроптерный. Голова меньше переднеспинки, варьирующе удлинёна перед глазами; сложные глаза с 5 пигментными фасетками; нижнечелюстные пальпы 3-сегментные; глазковые волоски I присутствуют; глаза крупные; четыре пары заднеглазничных волосков. Антенны 8-сегментные, сегмент I без парных дорсо-апикальных волосков, II обычно выступает латерально, III и IV с простыми конусами чувств. Пронотум трапециевидный, с двумя парами постероангулярных и пятью-семью парами постеромаргинальных волосков. Мезонотум со срединной парой волосков, расположенных медиально; кампановидная сенсилла присутствует переднемедиально. Метанотум со срединной парой волосков, расположенных медиально; кампаниформные сенсиллы присутствуют. Передние крылья тонкие, первая жилка с длинным промежутком в ряду волосков, дистально два волоска; вторая жилка с четырьмя или пятью волосками, расположенными неравномерно; клавус обычно с четырьмя жилковыми и одним дискальным волосками; реснички задней бахромки волнистые. Простернальные ферны разделены медиально; базантры слиты с фернами, без волосков; простернальный край узкий и поперечный. Мезостернум со стерноплевральными швами, достигающими переднего края; эндофурка без спинулы. Метастернальная эндофурка без шипика. Лапки 2-сегментные. Тергиты без ктенидий; I—VIII каждый с широким неправильно-зубчатым краспедумом; VIII без гребня; IX с двумя парами кампанифомальных сенсилл, MD волоски присутствуют; X со срединным расщеплением. Стерниты без дискальных волосков и краспед; стерниты III—VIII с тремя парами постеромаргинальных волосков, II с двумя парами. Самцы микроптеристые, но похожи на самок; оцелли отсутствуют; тергит X без срединного расщепления; стерниты III—VII обычно с крупной округлой поровой пластинкой..
Все виды Arorathrips и Chirothrips размножаются в цветках травянистых растений, причём каждая личинка окукливается отдельно в одном развивающемся кариопсисе. Личинки видов этих двух родов имеют редуцированные ноги и, предположительно, не могут перемещаться между отдельными цветками.

## Классификация
Известно около 40 видов. Впервые род был описан в ранге подрода Thrips (Chirothrips). Включён в состав подсемейства Thripinae. Род Chirothrips сходен с Arorathrips, но все виды имеют мезостернальную фурку с хорошо развитыми боковыми лопастями, а стернальные фуркальные инвагинации сближены медиально.
- Chirothrips aculeatus (Bagnall, 1927)

- Chirothrips africanus Priesner, 1932

- Chirothrips ah Girault, 1929

- Chirothrips alexanderae Stannard, 1959

- Chirothrips andrei zur Strassen, 1974

- Chirothrips atricorpus (Girault, 1927)

- Chirothrips azoricus zur Strassen, 1981

- Chirothrips capensis zur Strassen, 1958

- Chirothrips choui Feng & Li, 1996

- Chirothrips cuneiceps Hood, 1940

- Chirothrips cypriotes Hood, 1938

- Chirothrips egregius zur Strassen, 1957

- Chirothrips falsus Priesner, 1925

- Chirothrips faurei zur Strassen, 1957

- Chirothrips frontalis Williams, 1914

- Chirothrips guillarmodi (Hood, 1954)

- Chirothrips hamatus Trybom, 1895

- Chirothrips hemingi Nakahara & Foottit, 2012

- Chirothrips insolitus Hood, 1915

- Chirothrips insularis Hood, 1938

- Chirothrips kurdistanus zur Strassen, 1967

- Chirothrips longispinus Pelikan, 1964

- Chirothrips loyolae Ananthakrishnan, 1959

- Chirothrips manicatus (Haliday, 1836)

- Chirothrips maximi Ananthakrishnan, 1957

- Chirothrips medius zur Strassen, 1965

- Chirothrips meridionalis Bagnall, 1927

- Chirothrips molestus Priesner, 1926

- Chirothrips mongolicus zur Strassen, 1963

- Chirothrips orizaba Hood, 1938

- Chirothrips pallidicornis Priesner, 1925

- Chirothrips patruelis Hood, 1940

- Chirothrips praeocularis Andre, 1941

- Chirothrips pretorianus Hood, 1953

- Chirothrips productus Hood, 1927

- Chirothrips propinquus zur Strassen, 1967

- Chirothrips ruptipennis Priesner, 1938

- Chirothrips secalis Moulton, 1936

- Chirothrips spinulosus Andre, 1941

- Chirothrips tenuicauda zur Strassen, 1963

- Chirothrips tibialis (Blanchard, 1851)

- Chirothrips watanabei Ishida, 1931